# Acanthoscurria rhodothele
Acanthoscurria rhodothele é uma espécie de aranha pertencente à família Theraphosidae (tarântulas).